# 사 (장기)
사(士)는 장기에 사용되는 기물 중 하나이다. 시작할 때 양측이 각각 2개의 기물을 가지고 시작한다. 졸·병(卒·兵)과 함께 소기물(小棋物)에 속한다.기물 점수는 3점이다.

## 초기 배치
처음에 사를 차릴 때 상선(1번 가로선)과 하선(0번 가로선)에 차리게 된다.
이때 놓는 자리는 상선엔 14와 16에 놓게 되고, 하선에는 04와 06에 놓게 된다.
판차림을 할 때 각 사의 위치에 따른 명칭은 다음과 같다.
- 14 & 04의 사 : 왼사
- 16 & 06의 사 : 오른사

## 기물의 이동
사의 기본적인 행마법은 다음과 같다.
상하좌우 및 궁성의 간선을 따라 한 칸씩 다닐 수 있다. 그러나 궁성을 벗어나지 못하기 때문에 움직임이 많이 한정되어 있다.

## 사의 가치
점수제 방식의 장기 대국에서는 각 기물의 점수적인 가치는 다음과 같다.
|             | 궁(장) | 차 | 포 | 마 | 상 | 사 | 졸·병 |
| 기물의 점수 | ∞      | 13 | 7  | 5  | 3  | 3  | 2     |

점수제에서 사는 3점이다. 사는 궁성 수비에 중요한 역할을 하기 때문에 대국 중에 양사가 모두 죽게 되면 상대방의 공격을 수비하기가 매우 까다로워진다. 또한 사는 궁을 보호하면서 한편으로는 포의 다리를 놓아주는 역할을 하며 이 역시 간접적으로 보면 일부 상대방의 궁을 공격하기 위한 용도로 사용되기도 하지만 대부분 포를 이용하여 궁을 보호하기 위함이다.
장기의 특성상 대국이 진행될수록 기물이 점점 줄어들어 종반전으로 치달으면 소수의 기물만이 남게 되는데 이때는 사가 강력한 방어력을 발휘한다. 특히 상대방이 소삼능(양포+졸·병 제외)이나 포가 끼지 않은 대삼능, 혹은 차삼능 중 차+양졸·병이나 차이능(양차 제외)이면 양사로 막아낼 수 있다.
사는 오직 궁을 보호하기 위한 용도로만 사용되기 위해 만들어진 기물로서 궁을 잡기 위해서는 반드시 잡아야만 하는 기물이기 때문에 경우에 따라서는 마나 포같은 중급대기물을 희생시켜서 점수상으로 손해를 보더라도 사를 잡는 경우도 있다.

## 샹치와의 차이점
- 한국식 장기에서는 사가 궁성 안에서 직선이든 간선이든 상관없이 마음대로 한 칸씩 이동할 수 있으나, 샹치에서는 간선으로만 이동이 가능하다.